# Gypsophila bellidifolia
Gypsophila bellidifolia är en nejlikväxtart som beskrevs av Pierre Edmond Boissier. Gypsophila bellidifolia ingår i släktet slöjor, och familjen nejlikväxter. Inga underarter finns listade i Catalogue of Life.